# Єжи Треля
Єжи Юзеф Треля (пол. Jerzy Józef Trela; 14 березня 1942, Леньче, Малопольське воєводство — 15 травня 2022, Краків) — польський актор, політик та педагог.

## Життєпис
Народився 14 березня 1942 року у селі Леньче Вадовицького повіту в родині залізничників. Вивчав акторську майстерність у Краківській Академії театрального мистецтва ім. Станіслава Виспянського, яку закінчив 1969 року. Із 1969 по 2014 роки у складі основної трупи Національного старого театру ім. Гелени Моджеєвської, також співпрацював з іншими театрами Кракова і Варшави. В числі його найкращих театральних робіт ролі Конрада у «Дзяди» (1973), Конрад у «Звільненні» С. Виспянського (1974), Яцек у «Весіллі» Виспянського, Батько у «Шлюбі» В. Гомбровича (1991), Мефістофель у «Фаусті» К. Марлоу (1997), Самуель у «Суддях» Виспянського (1999) та Майор у «Дами та гусари» А. Фредро (2001) в постановках таких режисерів як Єжи Яроцький, Конрад Свинарський, Анджей Вайда, Казімеж Куц, Кристіан Люпа та інших. Багато знімався в кіно та на телебаченні.
У 1984—1990 роках на посаді ректора Краківської Академії театрального мистецтва ім. Станіслава Виспянського.
У 1985—1989 роках депутат сейму ПНР IX скликання.
Єжи Треля помер 15 травня 2022 року у Кракові в 80-річному віці після тривалої хвороби.

## Вибрана фільмографія
| Рік  |     | Українська назва                     | Оригінальна назва                    | Роль                            |
| ---- | --- | ------------------------------------ | ------------------------------------ | ------------------------------- |
| 1968 | с   | Ставка більша за життя               | Stawka większa niż życie             | Ромек (1 епізод)                |
| 1969 | ф   | Сіль чорної землі                    | Sól ziemi czarnej                    | повстанець                      |
| 1973 | ф   | Санаторій під клепсидрою             | Sanatorium pod klepsydrą             | блазень                         |
| 1973 | с   | Яношик                               | Janosik                              | Бацусь, розбійник               |
| 1978 | ф   | До останньої краплини крові          | Do krwi ostatniej…                   | Зигмунт Гавлик                  |
| 1980 | ф   | Нічний метелик                       | Ćma                                  | редактор Солтис                 |
| 1980 | с   | Королева Бона                        | Królowa Bona                         | Миколай Радзивілл (Чорний)      |
| 1981 | ф   | Знахар                               | Znachor                              | Самуель Обедзиньський           |
| 1981 | ф   | Людина із заліза                     | Człowiek z żelaza                    | Антоняк                         |
| 1982 | ф   | Епітафія для Барбари Радзивілл       | Epitafium dla Barbary Radziwiłłówny  | Миколай Радзивілл (Чорный)      |
| 1982 | ф   | Мама Круль і її сини                 | Matka Królów                         | «Іспанець»                      |
| 1982 | ф   | Дантон                               | Danton                               | Жак Нікола Бійо-Варенн          |
| 1982 | с   | Близько, ближче                      | Blisko, coraz bliżej                 | Войцех Корфантий                |
| 1983 | док | На допомогу Відню                    | Na odsiecz Wiedniowi                 | Кара Мустафа                    |
| 1983 | ф   | Призначення                          | Przeznaczenie                        | Тенжель                         |
| 1985 | ф   | Дитячі сцени з життя провінції       | Sceny dziecięce z życia prowincji    | бургомістр Р.                   |
| 1986 | ф   | Га, га. Слава героям                 | Ga, ga. Chwała bohaterom             | начальник в'язниці              |
| 1987 | ф   | На срібній планеті                   | Na srebrnym globie                   | Єжи                             |
| 1987 | ф   | Магнат                               | Magnat                               | Греля                           |
| 1988 | ф   | Декалог 9                            | Dekalog IX                           | Миколай, лікар                  |
| 1992 | ф   | Каблучка з орлом в короні            | Pierścionek z orłem w koronie        | офіцер Червоної армії           |
| 1994 | ф   | Три кольори: Білий                   | Trois Couleurs: Blanc                | пан Бронек, водій Кароля        |
| 1994 | ф   | Смерть як скибка хліба               | Śmierć jak kromka chleba             | Скарга, шахтар                  |
| 1996 | ф   | Автопортрет з коханою                | Autoportret z kochanką               | Юзеф Мітура, батько Куби        |
| 1996 | с   | Екстрадиція                          | Ekstradycja                          | Гундіс, ватажок латиської мафії |
| 1997 | ф   | Любовні історії                      | Historie miłosne                     | генерал                         |
| 1997 | ф   | Кохай і роби, що хочеш               | Kochaj i rób co chcesz               | Зенек Новак, батько Агнешки     |
| 1999 | ф   | Крюгерранди                          | Krugerandy                           | батько Арека                    |
| 2001 | ф   | Камо грядеши                         | Quo vadis                            | Хілон Хілонид                   |
| 2003 | ф   | Давня легенда. Коли сонце було богом | Stara baśń. Kiedy słońce było bogiem | Візун                           |
| 2003 | ф   | Король Убю                           | Ubu król                             | цар Олексій                     |
| 2006 | ф   | Світлі блакитні вікна                | Jasne błękitne okna                  | Юзеф, батько Сигіти             |
| 2006 | ф   | Фундація                             | Fundacja                             | Вацлав, прокурор                |
| 2010 | ф   | Трюк                                 | Trick                                | Бонк                            |
| 2012 | ф   | Бути як Казімеж Дейна                | Być jak Kazimierz Deyna              | дідусь Казика                   |
| 2013 | ф   | Іда                                  | Ida                                  | Шимон Скіба                     |
| 2015 | ф   | Зерно правди                         | Ziarno prawdy                        | Леон Вілчур                     |

## Нагороди та відзнаки
- 2022 — Почесний громадянин Кракова.
- 2011 — Орден Відродження Польщі, командорський хрест з зіркою; командорський хрест (2000); кавалерський хрест (1981).
- 2005 — Медаль «За заслуги в культурі Gloria Artis».
- 2002 — Премія Орли за найкращу чоловічу роль другого плану (Камо грядеши).
- 1989 — Почесна відзнака «За заслуги перед польською культурою».
- 1975 — Срібний Хрест Заслуги.